# Earl of Abingdon

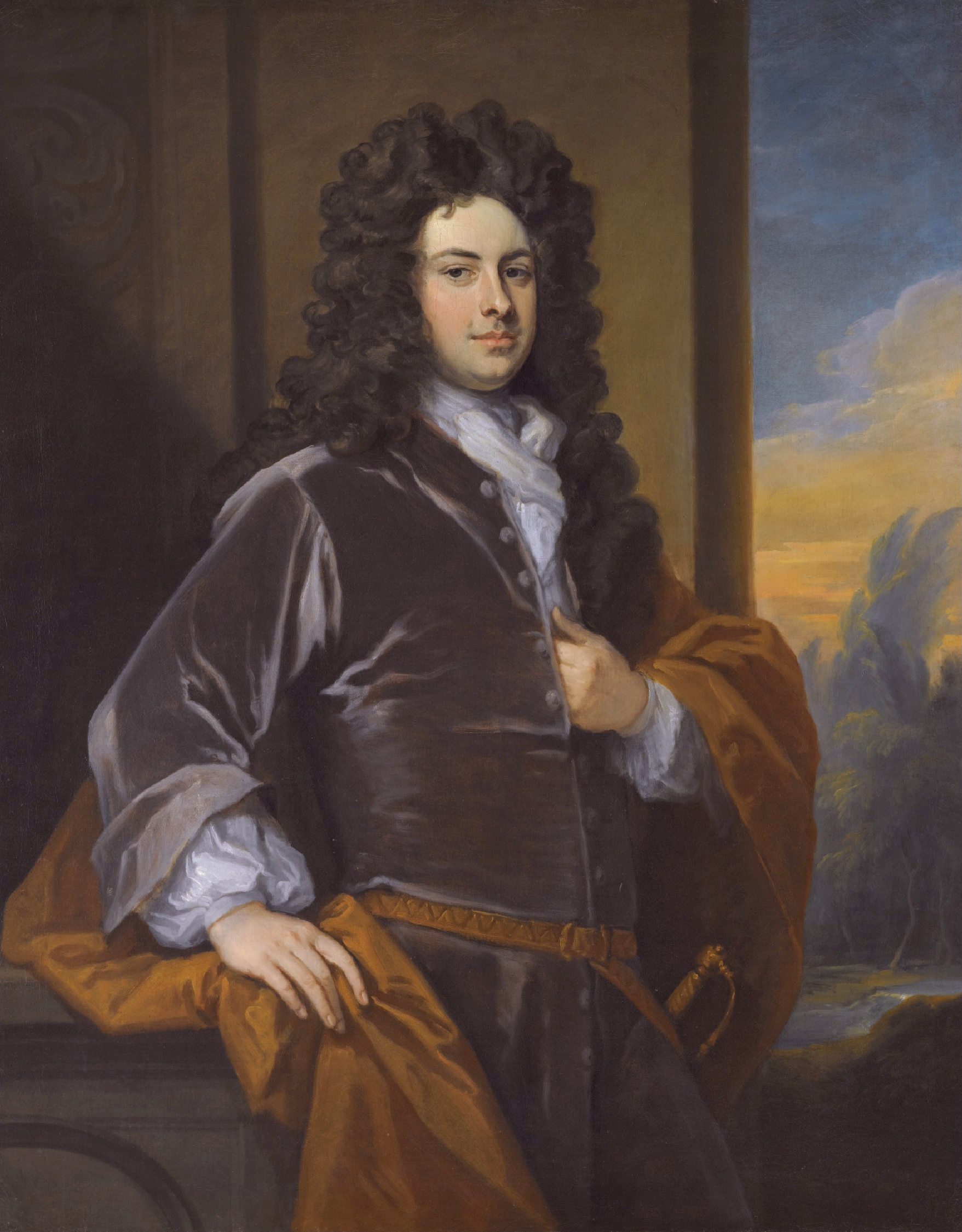
James Bertie, 1. Earl of Abingdon

Earl of Abingdon ist ein erblicher britischer Adelstitel in der Peerage of England, der nach der englischen Stadt Abingdon-on-Thames in Oxfordshire benannt ist.

## Verleihung, nachgeordnete und weitere Titel
Der Titel wurde am 30. November 1682 für James Bertie, 5. Baron Norris de Rycote geschaffen.
Er war ein Sohn von Montagu Bertie, 2. Earl of Lindsey aus dessen zweiter Ehe mit Bridget Wray, 4. Baroness Norris de Rycote. Er hatte 1657 von seiner Mutter den am 8. Mai 1572 als Barony by writ in der Peerage of England geschaffenen Titel Baron Norris de Rycote geerbt, das Earldom seines Vaters hatte 1666 sein älterer Halbbruder Robert Bertie, 3. Earl of Lindsey geerbt.
1938 starb mit Montague Bertie, 12. Earl of Lindsey die letzte Linie der Nachkommen seiner Halbbrüder im Mannesstamm aus, so dass dem 8. Earl of Abingdon auch der Titel Earl of Lindsey zufiel. Da er als dessen Urgroßneffe 5. Grades nur sehr entfernt mit ihm verwandt war, dauerte es bis 1951 bis sein Erbanspruch rückwirkend anerkannt wurde. Die beiden Earldoms sind seither vereinigt.

## Earls of Abingdon (1682)
- James Bertie, 1. Earl of Abingdon (1653–1699)
- Montagu Venables-Bertie, 2. Earl of Abingdon (1672–1743)
- Willoughby Bertie, 3. Earl of Abingdon (1692–1760)
- Willoughby Bertie, 4. Earl of Abingdon (1740–1799)
- Montagu Bertie, 5. Earl of Abingdon (1784–1854)
- Montagu Bertie, 6. Earl of Abingdon (1808–1884)
- Montagu Bertie, 7. Earl of Abingdon (1836–1928)
- Montagu Towneley-Bertie, 13. Earl of Lindsey, 8. Earl of Abingdon (1887–1963)
- Richard Bertie, 14. Earl of Lindsey, 9. Earl of Abingdon (* 1931)

Titelerbe (Heir apparent) ist der Sohn des aktuellen Titelinhabers, Henry Bertie, Lord Norris (* 1958).

Dessen Heir apparent ist dessen Sohn Willoughby Bertie (* 1996).